# Gabali

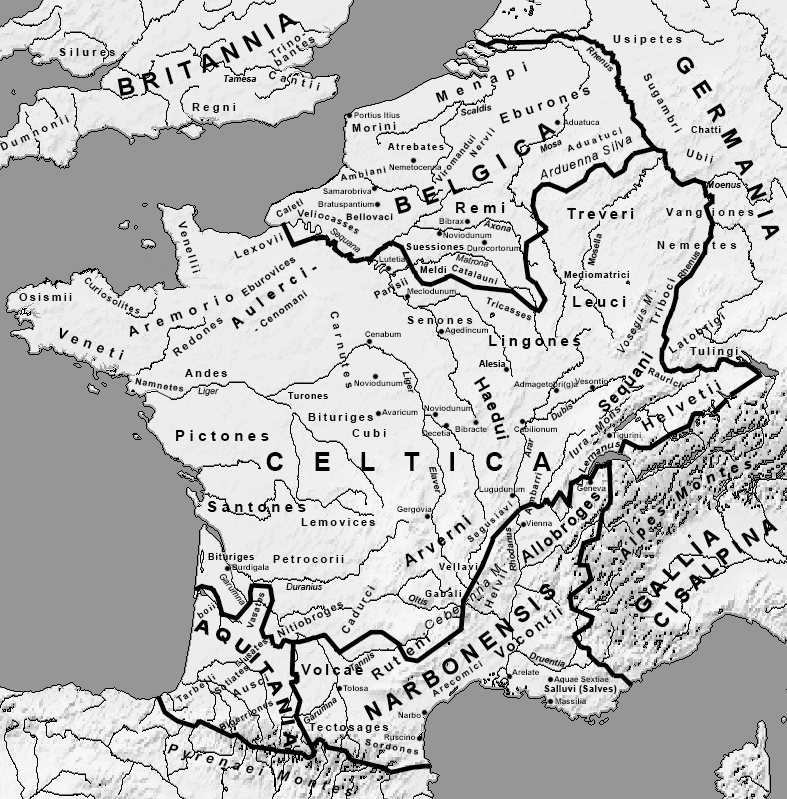
Kaart

De Gabali (Oudgrieks: Γαβαλεῖς / Gabalei͂s) waren een volksstam in Gallia Aquitania, in de bergstreek waar de Oltis (Lot) en de Elaver (Allier) ontspringen. Zij waren aan de Arverners onderhorig. De hoofdplaats van de Gabali was Anderitum, het huidige Javols.
In een van de werken van de historicus Konrad Mannert wordt gesproken over de zilvermijnen van de Gabali. Op een Romeinse grafsteen uit Colonia Narbo Martius (Narbonne) staat vermeld dat de veteraan Titus Valerius Titulus lid was van de stam der Gabali. Plutarchus noemt de Gabali in zijn biografie over Julius Caesar: hij schrijft dat de Gabali een van de stammen was die zich onder leiding van de Cadurk Lucterius aansloot bij de opstand van Vercingetorix en deel uitmaakte van het ontzettingsleger van Alesia. Ook in de Commentarii de bello Gallico van Julius Caesar worden de Gabali genoemd.
Gallia Cisalpina:
Anares · Beluni · Boii · Carni · Caturiges · Cenomani · Ceutrones · Insubres · Lepontii · Libici · Lingones · Nerusi · Salassi · Segusani · Suetri · Taurini · Vedianti

Gallia Transalpina:
Aedui · Albici · Allobroges · Ambarri · Ambiani · Andecavi · Arecomici · Atrebati · Aulerci Cenomani · Aulerci Diablintes · Aulerci Eburovices · Arverni · Baiocasses · Bellovaci · Bituriges Cubi · Bituriges Vivisci · Cadurci · Caleti · Carnutes · Catalauni · Caturiges · Cavares · Cenomani · Centrones · Cetrones · Commoni · Condrusi · Coriosolitae · Durocasses · Eciates · Eleuteti · Gabali · Garocelli · Geidumni · Grudii · Helvetii · Helvii · Lemovices · Leuci · Levaci · Lexovii · Lingones · Mandubii · Mediomatrici · Medulli · Menapii · Morini · Namnetes · Nantuates · Nerviërs · Nitiobriges · Osismii · Parisii · Petrocorii · Pictones · Pleumoxii · Redones · Remi · Ruteni · Salluviërs · Santones · Segni · Segovellauni · Segusiavi · Senones · Sequani · Silvanectes · Sordones · Suessiones · Tectosages · Tigurini ·  Tougener · Treveri · Tricasses · Tricastini · Turones ·  Veliocasses · Vellavi · Venelli · Veneti · Viducasses · Viromandui · Vocontii · Volcae Arecomici · Volcae Tectosages · Vivisci